# سكوت بوتر
سكوت بوتر (بالإنجليزية: Scott Porter)‏ (و. 1979 – م) هو ممثل، وممثل تلفزيوني، من الولايات المتحدة الأمريكية، ولد في أوماها، نبراسكا.

## التعليم
تعلم في جامعة سنترال فلوريدا.

## وصلات خارجية
- سكوت بوتر على موقع IMDb (الإنجليزية)
- سكوت بوتر على موقع روتن توميتوز (الإنجليزية)
- سكوت بوتر على موقع ألو سيني (الفرنسية)
- سكوت بوتر على موقع ميوزك برينز (الإنجليزية)
- سكوت بوتر على موقع أول موفي (الإنجليزية)
- سكوت بوتر على موقع قاعدة بيانات الأفلام السويدية (السويدية)
- سكوت بوتر على موقع قاعدة بيانات الفيلم (الإنجليزية)
- سكوت بوتر على موقع كينوبويسك (الروسية)